# Rosemary Nicols
Rosemary Nicols, eigentlich Rosemary Claxton (* 28. Oktober 1941 in Bradford, Yorkshire, England) ist eine britische Schauspielerin.

## Leben
Nicols hatte ihre erste Filmrolle 1950 im Kriminalfilm Die blaue Lampe mit Dirk  Bogarde in einer der Hauptrollen. Sie studierte an der Central School of Speech and Drama und spielte an verschiedenen Theatern in London, unter anderem in einer Produktion von Anatevka. 1961 hatte sie eine kleine Rolle im Kriegsfilm Die Kanonen von Navarone, danach spielte sie Gastrollen in verschiedenen Fernsehserien. Bekannt wurde sie in Großbritannien hauptsächlich durch ihre Hauptrolle in der Serie Department S, die 1969 bis 1970 in 28 Episoden produziert wurde. Nach dem Ende der Serie spielte sie in einer Fernsehadaption von Ivan Turgenevs Väter und Söhne und hatte eine wiederkehrende Rolle in der Seifenoper General Hospital. 
Nach der Heirat mit dem Autor Frederick Mullally zog sie sich gegen Ende der 1970er Jahre von der Schauspielerei zurück, 1981 war sie als Koproduzentin an einem Fernsehfilm über den Ausbruch des Vulkans Mount St. Helens beteiligt.

## Filmografie

### Schauspielerin (Auszug)
- 1950: Die blaue Lampe (The Blue Lamp)
- 1961: Die Kanonen von Navarone (The Guns of Navarone)
- 1965: Die Goldpuppen (The Pleasure Girls)
- 1967: Der Mann mit dem Koffer (Man in a Suitcase)
- 1969: Department S
- 1971: Die 2 (The Persuaders!): Folge 4: Das Geheimnis von Greensleeves
- 1976: General Hospital (Fernsehserie)

### Produzentin
- 1981: Mount St. Helens – Der Killervulkan (St. Helens)